# Abitureiras
Abitureiras est une freguesia portugaise située dans le District de Santarém.
Avec une superficie de 22,73 km2 et une population de 1 005 habitants (2001), la paroisse possède une densité de 44,2 hab/km2.